# Christopher Knights
Christopher John Knights (Londra, 18 ottobre 1972) è un montatore britannico, attivo soprattutto per la DreamWorks Animation.

## Filmografia parziale

### Doppiatore
- Shrek (2001)
- Shrek 2 (2004)
- Madagascar (2005)
- Shrek terzo (2007)
- Madagascar 2 (2008)
- Shrek e vissero felici e contenti (2010)
- Madagascar 3 - Ricercati in Europa (2012)
- I pinguini di Madagascar (2014)

### Montatore
- Shrek (2001)
- Shrek 2 (2004)
- Madagascar (2005)
- Shrek terzo (2007)
- Shrek e vissero felici e contenti (2010)